# Щигры (станция)
Щигры́ — железнодорожная станция однопутной тепловозной линии Курск — Воронеж, расположена в городе Щигры Курской области. Станция относится к Орловско-Курскому региону Московской железной дороги РЖД, в настоящее время используется в основном для пассажирского сообщения. Здание вокзала одноэтажное, красного цвета, построено по типовому проекту.
Ранее на станции действовала Щигровская дистанция пути (ПЧ-27), в 1990-е годы железнодорожное предприятие было расформировано.

## История
В 1894 году было завершено строительство железнодорожной ветки Курск — Воронеж.
По некоторым сведениям, по первоначальному плану железная дорога должна была пройти в нескольких километрах от города Щигры, и лишь благодаря усилиям земства и городской управы, этот участок железной дороги прошёл рядом с городом.
Железная дорога оказала существенное влияние на экономическое развитие города Щигры в XX веке. Рядом со станцией были построены склады, отведены пути на завод «Геомаш».
В 60-х годах XX века к городу Щигры были присоединены близлежащие сельские населённые пункты (с целью увеличения числа жителей до уровня, достаточного для получения статуса города областного подчинения) и железнодорожная станция оказалась внутри города.
Вплоть до середины 90-х через станцию проходило большое количество грузовых поездов.
После распада СССР грузооборот через станцию существенно сократился, часть путей была разобрана, технический персонал станции был значительно сокращён.
С начала 2000-x годов наблюдается рост пассажирского сообщения. Был пущен поезд-экспресс Курск — Воронеж, линия Курск — Касторная стала использоваться для следования сезонных (преимущественно летних) поездов дальнего следования.

## Пригородное сообщение

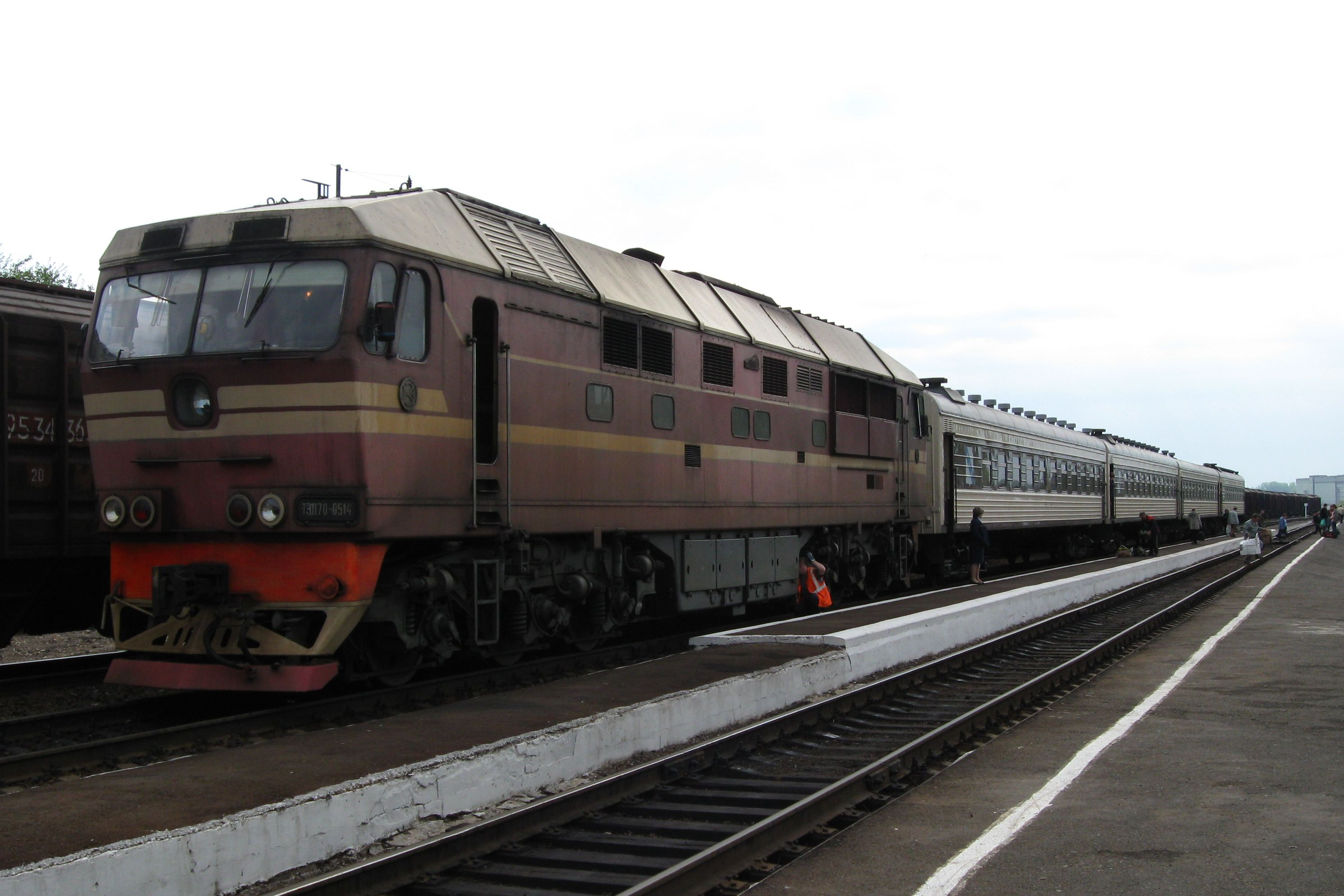
Поезд-экспресс «Воронеж — Курск» на станции Щигры (отменен с 15 марта 2010, восстановлен с 11 марта 2022 года, осуществляется рельсовыми автобусами РА2 и РА3)

Пригородное сообщение осуществляется по направлениям:
- Курск — Касторная
- Курск — Ливны
- Курск — Воронеж

## Поезда дальнего следования
По состоянию на январь 2019 года на ст Щигры делает остановку поезд  № 109В Москва- Анапа, отправляется из Москвы по нечетным дням в 23-10 и   прибывает на ст Щигры на следующий день в 7-20. Поезд  № 109С  Анапа- Москва прибывает на ст Щигры в 19-13 по четным дням.
| № поезда | Маршрут движения | № поезда | Маршрут движения |
| -------- | ---------------- | -------- | ---------------- |
| 109      | Анапа — Москва   | 110      | Москва — Анапа   |

## Фотографии

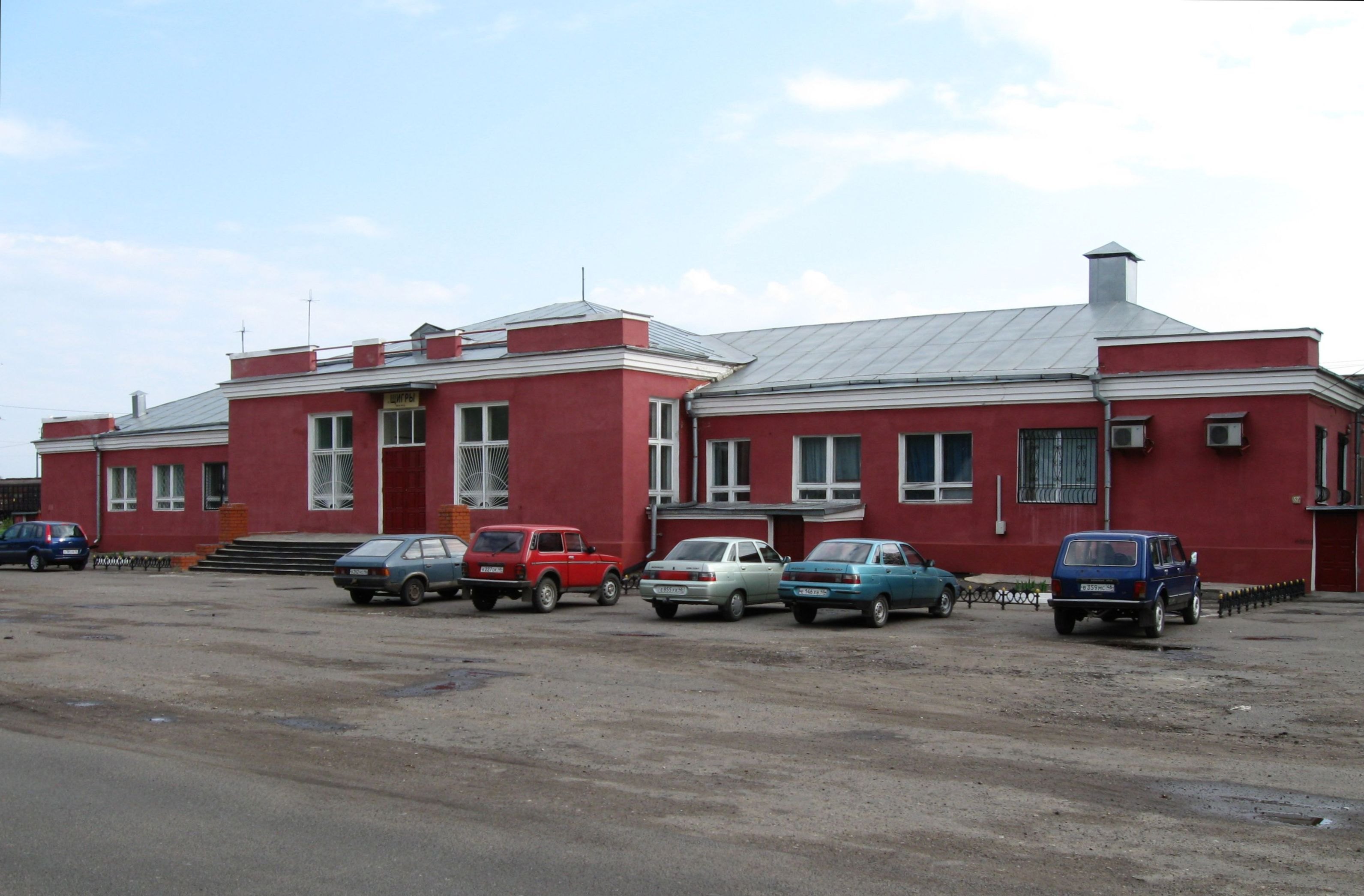
Вид на вокзал со стороны города
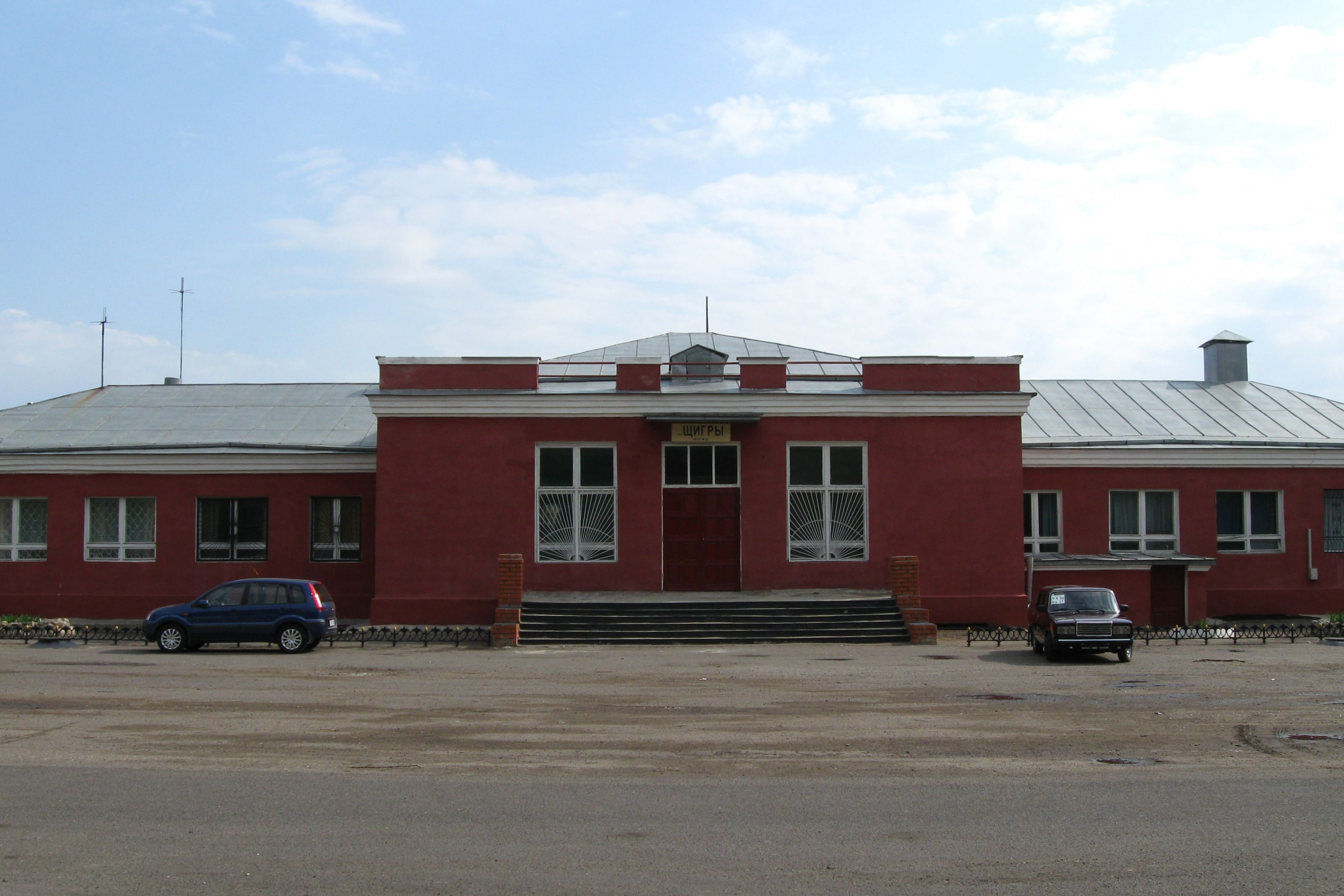
Вид на вокзал со стороны площади Победы
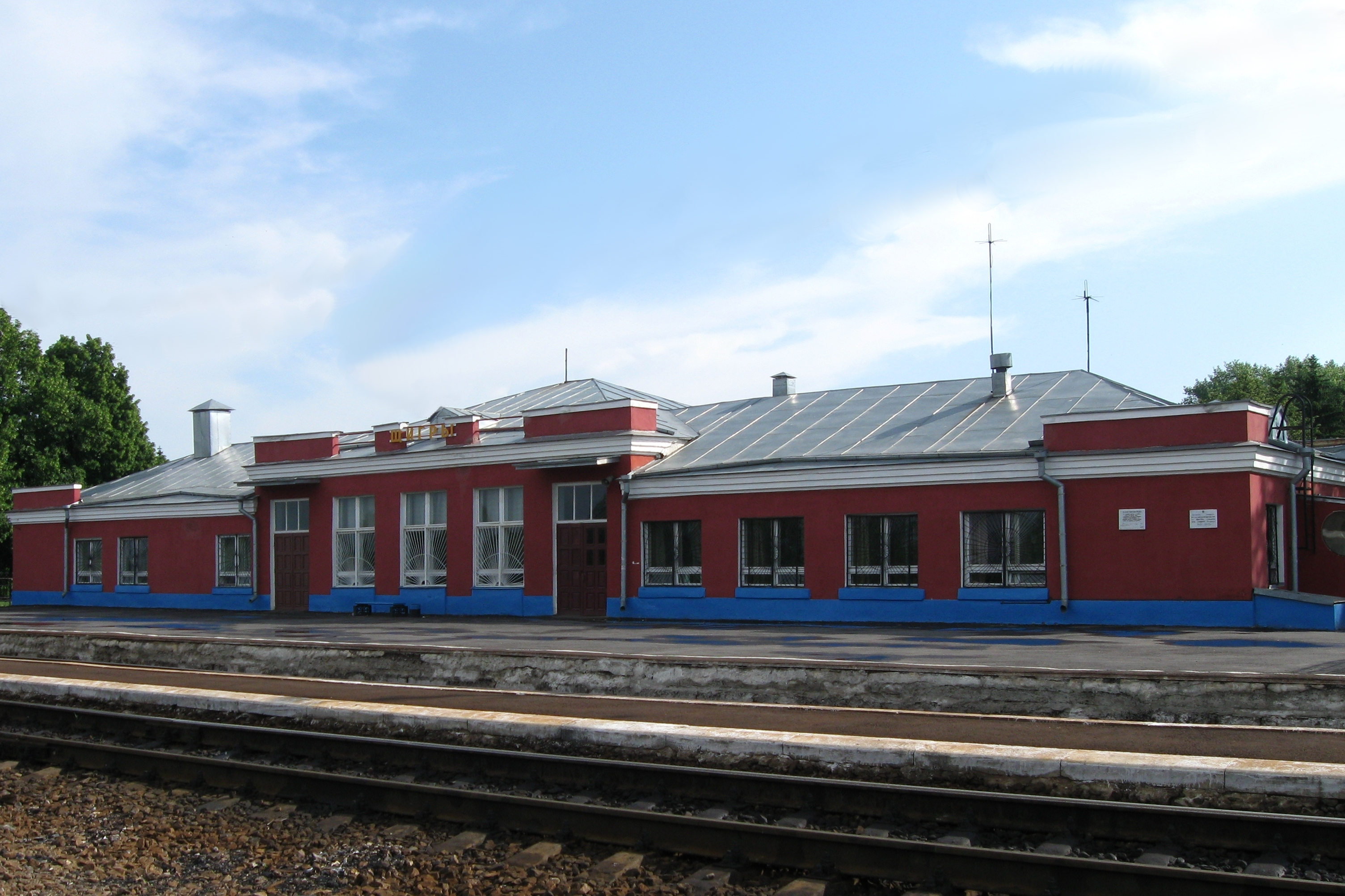
Вид на вокзал с западной стороны
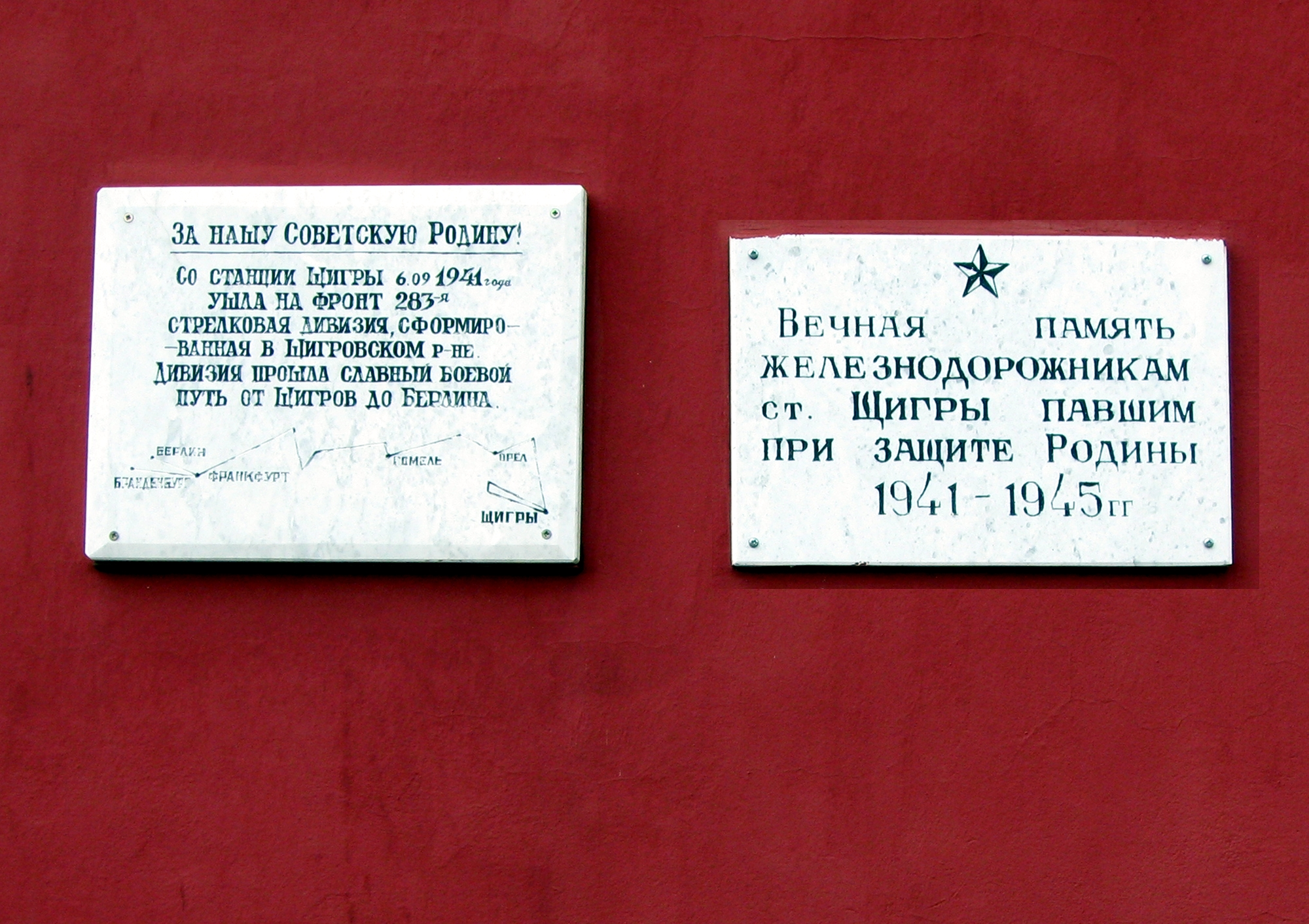
Мемориальные таблички на здании вокзала
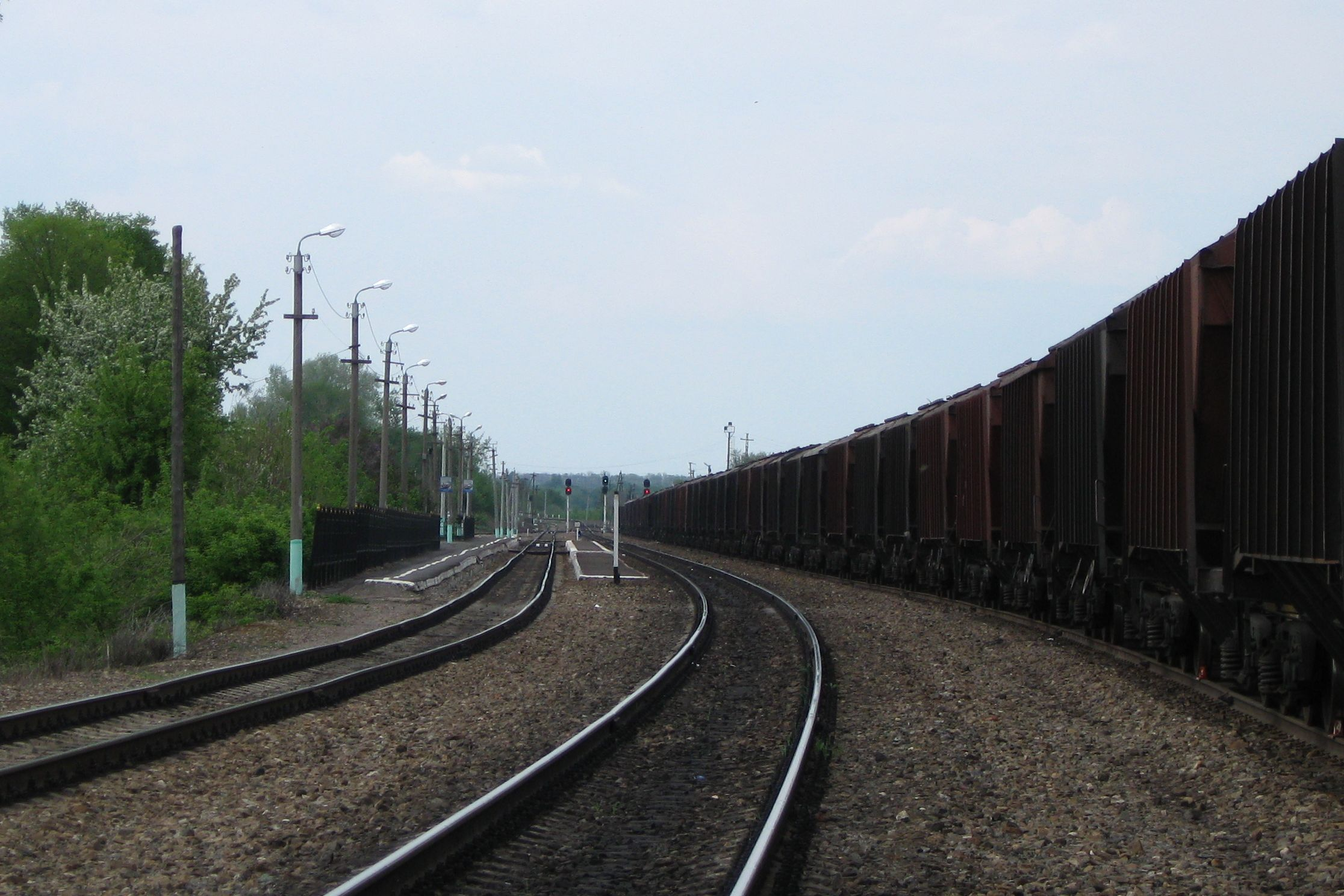
Железнодорожные пути на станции
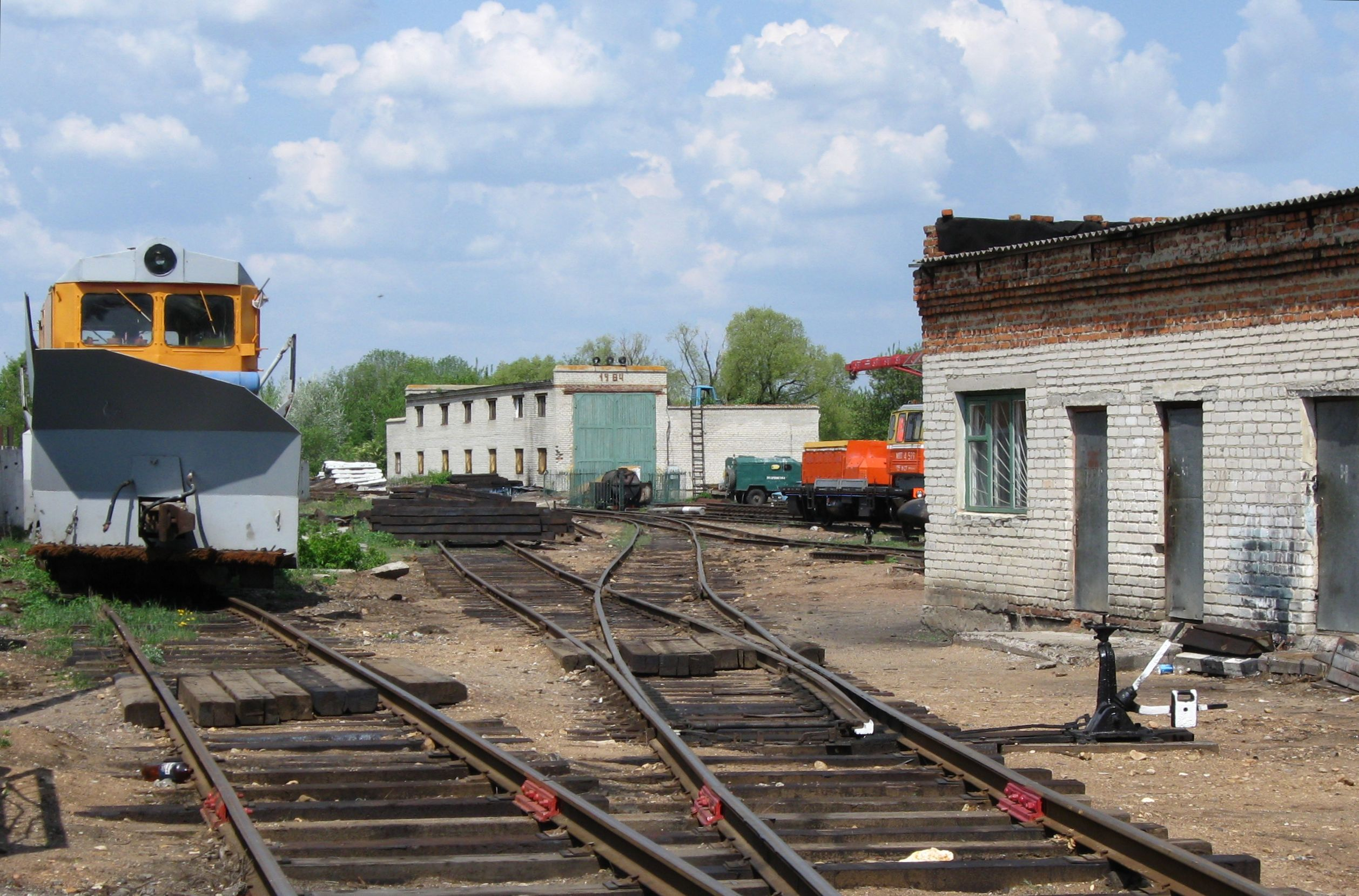
ПЧ-27
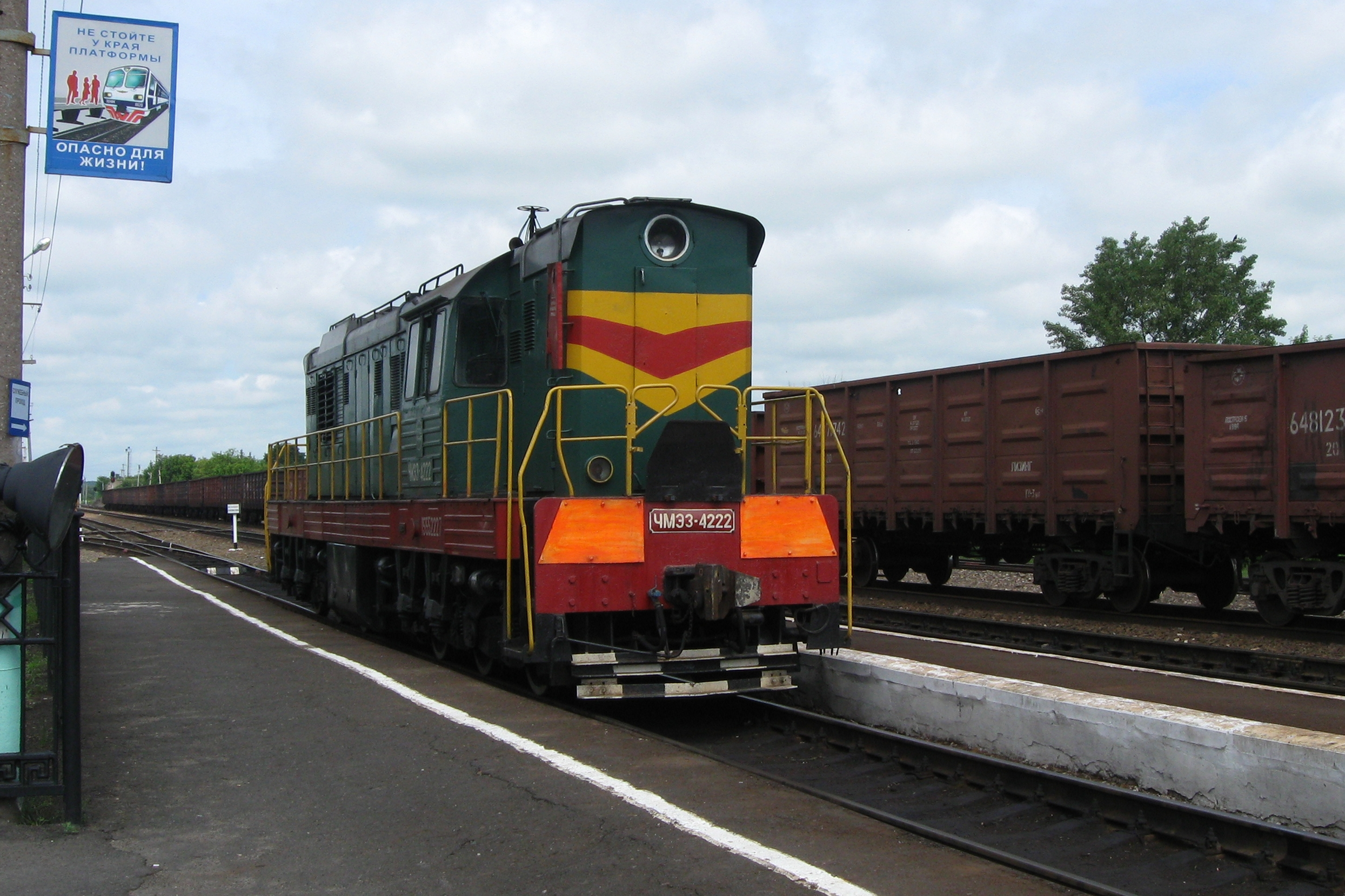
Маневровый тепловоз у первой платформы
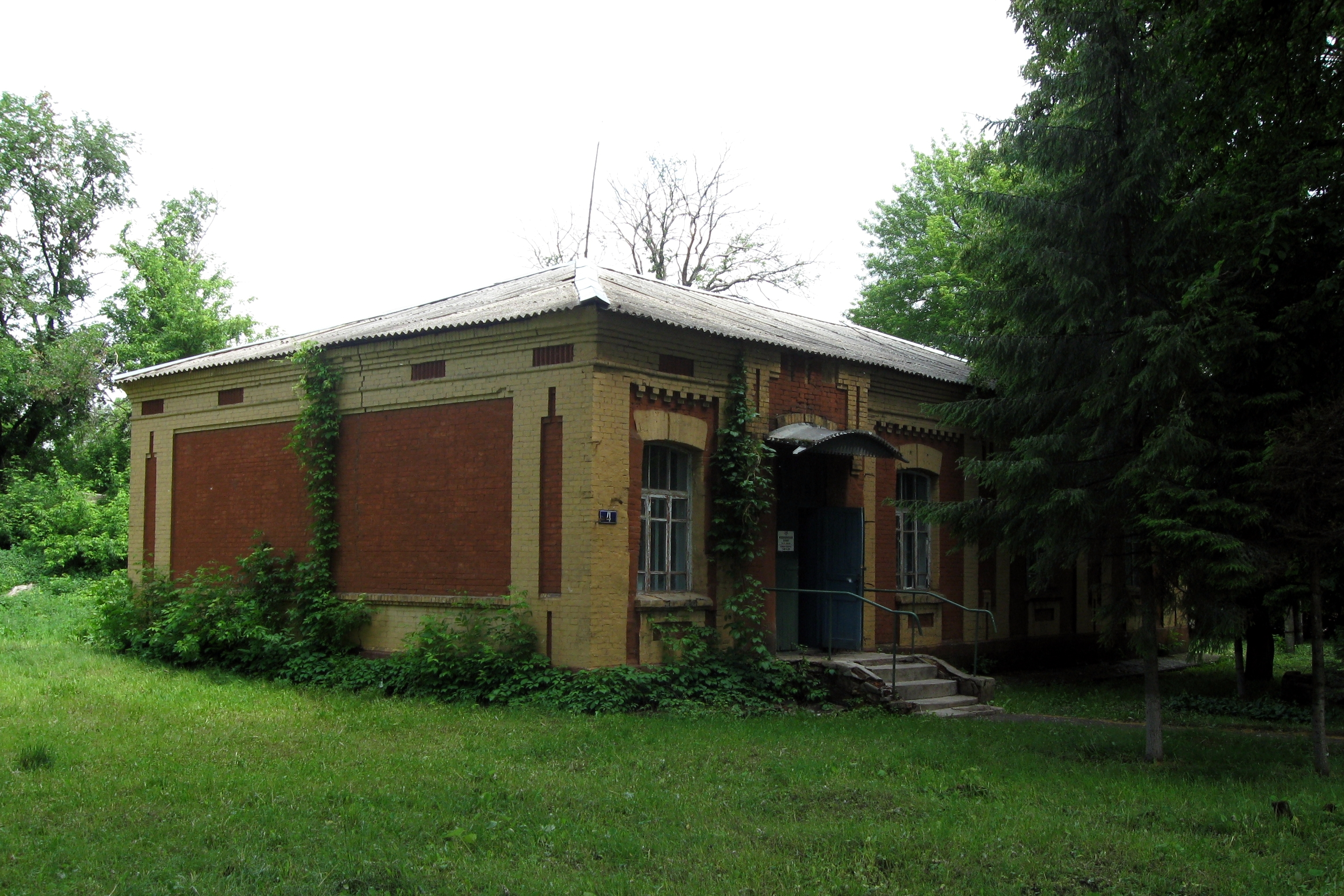
Пристанционный медпункт